# Rom (ägg)
Rom kallas mjuka ägg av fiskar, groddjur och kräftdjur. Dessa befruktas hos de flesta arter utanför kroppen även om vissa arter har inre befruktning.
Många typer av rom används som livsmedel. Rom från havslevande djur, som rom från kummel, sjurygg och lax, är särskilt rik på omega-3-fettsyror. Också en signifikant mängd vitamin B12 finns i fiskrom.

## Amfibier

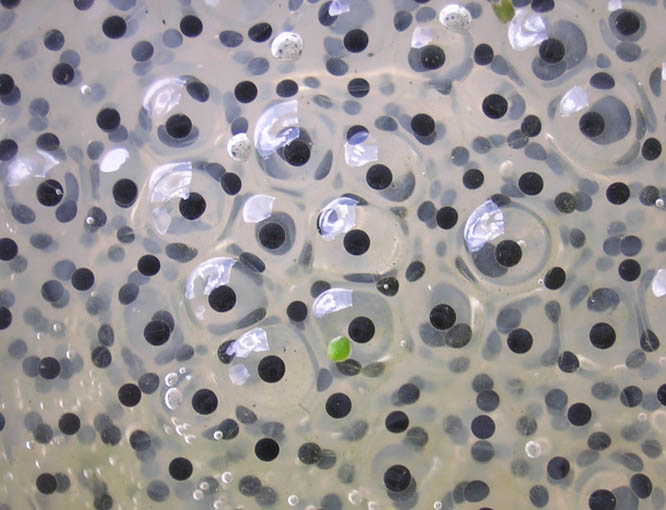
Rom från en art i släktet Rana

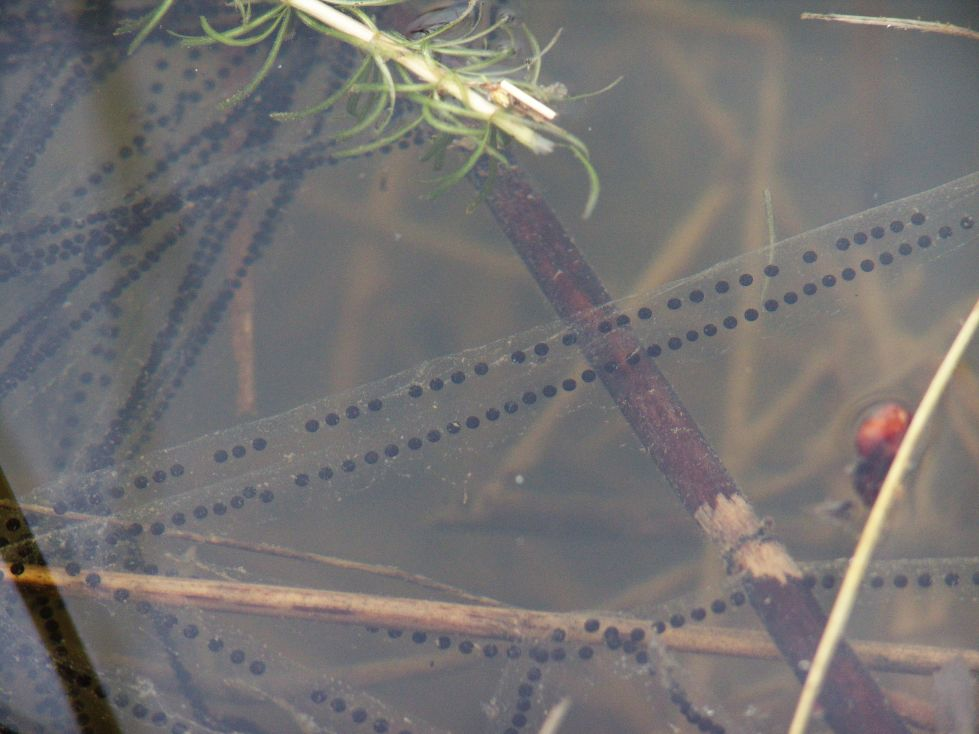
Rom av arten vanlig padda

Hos amfibier är äggen vanligtvis omslutade av en skikt gelé. När äggen kläcks uppstår för det mesta larver som genomgår en metamorfos. Hos groddjur betecknas larverna oftast grodyngel.
Arterna av släktet Rana skapar stora ansamlingar av rom; rom av arten vanlig groda simmar oftast på vattenytan. Lövgrodan klistrar sin rom mest på olika vattenväxter.
Hos släktet Bufo är äggen sammansatta till långa kedjor som hänger mellan vattenväxter eller mellan kvistar av grena som hamnat i vattnet. Dessa kedjor är till exempel hos den vanliga paddan och hos den grönfläckiga paddan flera meter långa och innefattar flera tusen ägg. Stinkpaddan lägger sin rom oftast direkt på bottnen av ett vattendrag.
Lökgrodan och med den närbesläktade arter har vanligtvis korta och tjockare kedjor av rom som hänger mellan lodräta växtdelar. Grodor i släktet Bombina, exempelvis klockgroda, lägger enskilda ägg eller mindre ansamlingar av omkring 30 ägg på bottnen av vattendrag. Hos barnmorskegrodan är rommen lindad rund hanarnas bakre extremiteter tills grodunglen "föds".
Rommen från vattensalamandrar har mindre gelé. Dessa djur lägger sina ägg oftast i blad av vattenväxter som bildar en sorts väska. Befruktningen sker här vanligtvis inuti honans kropp.

## Fiskrom som livsmedel

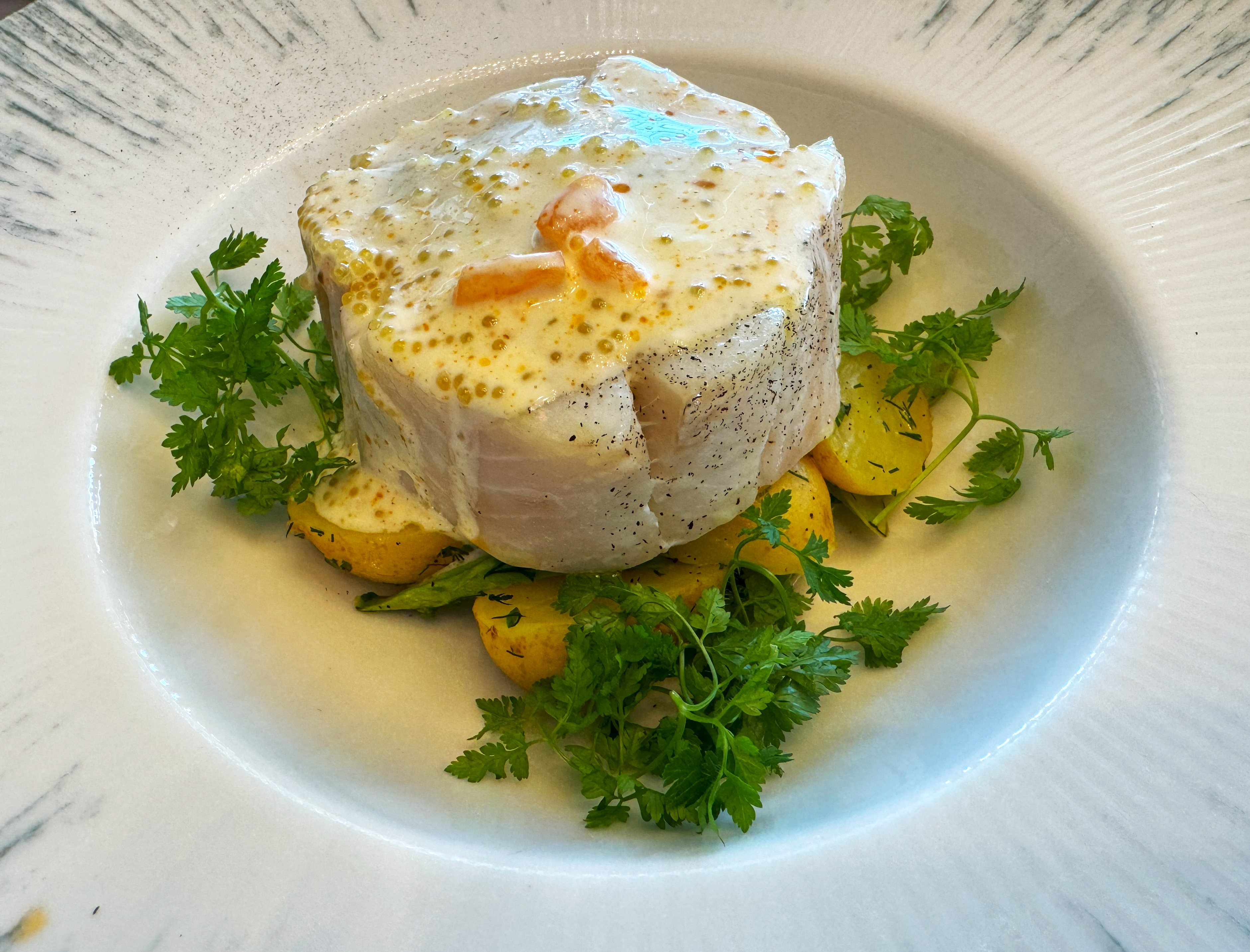
Fylld kungsfisk med romsås

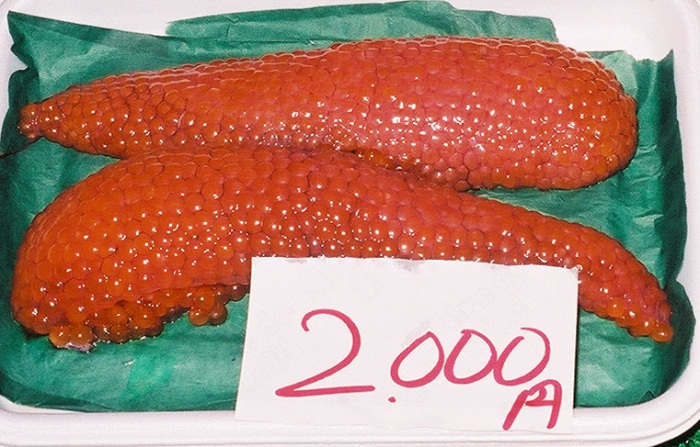
Laxrom

Rom från många olika typer av fisk, bland annat siklöja, sjurygg och lax, används som livsmedel, och anses som en delikatess. Fiskrom används bland annat som garnering på andra fisk- och skaldjursförrätter och som ingrediens i såser.